# 1645 no Brasil
Esta é uma cronologia dos fatos acontecimentos de ano 1645 no Brasil.

## Eventos
- 7 de abril: Miguel Cardoso torna-se o primeiro advogado judeu no país.
- 15 de maio: Dezoito líderes insurretos pernambucanos assinam compromisso para lutar contra o domínio holandês capitania de Pernambuco.
- 13 de junho: Insurreição Pernambucana.[1]
- 16 de julho  - Dá-se o Martírio de Cunhaú, num massacre promovido por tropas holandesas contra o Império Português no Brasil. Morre aí o beato André de Soveral entre outros.
- 3 de agosto: Batalha do Monte das Tabocas (Invasões holandesas do Brasil).
- 27 de outubro: O título do Príncipe do Brasil é criado pelo rei João IV de Portugal em favor de seu filho mais velho e herdeiro Teodósio.

## Nascimentos
- Lourenço de Almada, 9.º conde de Avranches, administrador colonial português na Madeira, Angola e Brasil (m. 1729).